# Inmigración irlandesa en los Estados Unidos
La inmigración irlandesa en Estados Unidos es uno de los fenómenos migratorios más importantes provenientes de Europa, tanto a nivel nacional como internacional debido a la magnitud que tuvo la emigración irlandesa hacia otros países del mundo, especialmente hacia los Estados Unidos. Los irlando-estadounidenses (en irlandés: Gael-Mheiriceánaigh, inglés: Irish Americans) son aquellos residentes de los Estados Unidos que reconocen ser descendientes de aquellos inmigrantes irlandeses o aquellas personas irlandesas radicadas en el país norteamericano. En el censo estadounidense del año 2000, el único grupo étnico autodeclarado más numeroso que los irlandeses, fueron los de ascendencia alemana. En la actualidad hay más de 36 millones de estadounidenses con ancestros irlandeses.
La mayoría de los irlandeses estadounidenses que emigraron a los EE. UU. eran católicos y la mayoría siguen siéndolo, una denominación que les hizo sufrir mucha discriminación. Muchos irlandeses emigraron de la isla a los Estados Unidos a raíz de la Gran hambruna irlandesa (inglés: Great Famine, irlandés: An Gorta Mór). Los irlandeses han contribuido mucho a la cultura de los Estados Unidos como el día festivo St. Patrick's Day (Día de San Patricio) donde mucha gente se divierte y se viste de verde con el símbolo del trébol irlandés (Shamrock en irlandés). La Música de Irlanda también ha tenido un fuerte impacto en la cultura estadounidense, propiciando la creación de géneros musicales como el Rock and Roll.
Los irlandeses también son parte integral de los departamentos de policía en casi todo el país. Ocho irlandeses han sido elegidos presidente, la mayoría de las grandes ciudades han tenido uno, o en la mayoría de los casos, varios alcaldes y alcaldesas irlandeses como Nueva York, Boston, Chicago y San Francisco. Aunque la mayoría de los irlandeses emigrantes hablaban inglés a raíz de la colonización inglesa de Irlanda y la práctica destrucción de su idioma gaélico, los empresarios preferían a trabajadores de origen alemán aunque estos raramente hablaban inglés cuando llegaban. Este racismo era muy común en esa época y había pocos trabajos donde los irlandeses podían trabajar o vivir sin discriminación.
En 2015, 32,7 millones de estadounidenses, o uno de cada diez, se identificaron como de ascendencia irlandesa, lo que lo convierte en el segundo grupo de ascendencia más grande en Estados Unidos después de los alemanes. Además, casi 3 millones de estadounidenses afirmaron tener ascendencia escocesa-irlandesa, o poco menos del 1% de toda la población. (Los escoceses-irlandeses eran principalmente protestantes del Ulster que emigraron a las colonias británicas en las décadas previas a la independencia, mientras que los católicos irlandeses no comenzaron a llegar en grandes cantidades hasta la década de 1840). En comparación, la República de Irlanda e Irlanda del Norte tienen una población combinada. población de alrededor de 6,6 millones.

## Historia
Algunos de los primeros irlandeses que viajaron al Nuevo Mundo lo hicieron como miembros de la guarnición española en Florida durante la década de 1560, y un pequeño número de colonos irlandeses participó en los esfuerzos para establecer colonias en la región amazónica, Terranova y Virginia. entre 1604 y 1630. Según el historiador Donald Akenson, hubo "pocos o ningún" irlandés que fue transportado a la fuerza a las Américas durante este período.
La inmigración irlandesa a las Américas fue el resultado de una serie de causas complejas. La conquista Tudor y la posterior colonización durante los siglos XVI y XVII provocaron una agitación social generalizada en Irlanda y llevaron a muchos irlandeses a intentar buscar una vida mejor en otros lugares; esto coincidió con el rápido establecimiento de colonias europeas en las Américas, ofreciendo una fuente de emigración para posibles inmigrantes. La mayoría de los inmigrantes irlandeses a las Américas llegaron como sirvientes contratados, aunque otros eran comerciantes y terratenientes que desempeñaron un papel clave en una variedad de empresas comerciales y colonizadoras diferentes.
Un número significativo de trabajadores irlandeses comenzó a viajar a colonias inglesas como Virginia, las Islas de Sotavento y Barbados en la década de 1620.
La mitad de los inmigrantes irlandeses a los Estados Unidos en su época colonial (1607-1775) procedían de la provincia irlandesa de Ulster, mientras que la otra mitad procedía de las otras tres provincias (Leinster, Munster y Connacht). En el siglo XVII, la inmigración de Irlanda a las Trece Colonias fue mínima, confinada principalmente a sirvientes varones que eran principalmente católicos y alcanzó su punto máximo con 8.000 transportes penales de prisioneros de guerra a la Colonias de Chesapeake de la conquista Cromwelliana de Irlanda en la década de 1650 (de un total de aproximadamente 10.000 inmigrantes católicos de Irlanda a los Estados Unidos antes de la Guerra Revolucionaria Estadounidense en 1775).
La servidumbre por contrato en la América británica surgió en parte debido al alto costo del pasaje a través del Océano Atlántico, y, como consecuencia, a qué colonias emigraron los sirvientes contratados dependía de a qué colonias eligieron sus patrones para emigrar. Mientras que la Colonia de Virginia aprobó leyes que prohibían el libre ejercicio del catolicismo durante el período colonial, la Asamblea General de la Provincia de Maryland promulgó leyes en 1639 que protegen la libertad de religión (siguiendo las instrucciones de una carta de 1632 de Cecil Calvert, 2do. Baron Baltimore a su hermano Leonard Calvert, el primer gobernador propietario de Maryland), y la Asamblea General de Maryland aprobó más tarde la Ley de Tolerancia de Maryland de 1649 que garantiza explícitamente esos privilegios para los católicos.
Al igual que toda la población de sirvientes contratados en las colonias de Chesapeake en ese momento, entre el 40 y el 50 por ciento murió antes de completar sus contratos. Esto se debió en gran parte al ambiente de enfermedades altamente malignas de la región de Tidewater, donde la mayoría no estableció familias y murió sin hijos debido a que la población de las Colonias de Chesapeake, como las Trece Colonias en conjunto, no estaba equilibrada por sexo hasta el siglo XVIII porque tres-cuartos de los inmigrantes a las colonias de Chesapeake eran hombres (y en algunos períodos, 4: 1 o 6: 1 de hombre a mujer) y menos del 1 por ciento tenía más de 35 años. Como consecuencia, la población solo creció debido a la inmigración sostenida en lugar del aumento natural, y muchos de los que sobrevivieron a sus contratos de servidumbre por contrato abandonaron la región. Para 1994, 4,5 millones de inmigrantes irlandeses se convirtieron  en 40 millones de estadounidenses con ancestros irlandeses.

### Encuestas generales
- Glazier, Michael, ed. The Encyclopedia of the Irish in America, (1999), the best place to start--the most authoritative source, with essays by over 200 experts, covering both Catholics and Protestants.
- Meagher, Timothy J. The Columbia Guide to Irish American History. (2005).
- Negra, Diane (ed.) The Irish in Us (Duke University Press 2006).

### Losirlandeses católicos
- Anbinder, Tyler. Five Points: The Nineteenth-Century New York City Neighborhood That Invented Tap Dance, Stole Elections and Became the World's Most Notorious Slum (2001).
- Bayor, Ronald and Timothy Meagher, eds. The New York Irish (1996) comprehensive overview by numerous scholars
- Blessing, Patrick J. The Irish in America: A Guide to the Literature. Longaeva Books (1992)
- Clark, Dennis. The Irish in Philadelphia: Ten Generations of Urban Experience (1973)
- Diner, Hasia R. Erin's Daughters in America: Irish Immigrant Women in the Nineteenth Century (1983).
- Erie, Steven P. Rainbow's End: Irish-Americans and the Dilemmas of Urban Machine Politics, 1840—1985 (1988).
- Gleeson; David T. The Irish in the South, 1815-1877 University of North Carolina Press, 2001
- Greeley, Andrew M. The Irish Americans: The Rise to Money and Power. (1993).
- Ignatiev, Noel. How the Irish Became White (1996).
- Jensen, Richard. "No Irish Need Apply": A Myth of Victimization," Journal of Social History 36.2 (2002) 405-429 Archivado el 8 de febrero de 2005 en Wayback Machine.
- Kenny, Kevin. The American Irish: A History (2000).
- McCaffrey, Lawrence J. The Irish Diaspora in America (1976).
- Meagher, Timothy J. Inventing Irish America: Generation, Class, and Ethnic Identity in a New England City, 1880-1928 (2000).
- Miller, Kerby M. Emigrants and Exiles (1985)
- Mitchell, Brian C. The Paddy Camps: The Irish of Lowell, 1821—61 (1988).
- Mulrooney, Margaret M. ed. Fleeing the Famine: North America and Irish Refugees, 1845-1851 (2003). Essays by scholars
- O'Donnell, L. A. Irish Voice and Organized Labor in America: A Biographical Study (1997)
- George W. Potter. To the Golden Door: The Story of the Irish in Ireland and America (1960).

### Los irlandeses protestantes
- Blethen, Tyler Ulster and North America: Transatlantic perspectives on the Scotch-Irish (1999) online at ACLS History e-book project
- Fischer, David Hackett. Albion's Seed: Four British Folkways in America (1991), major scholarly study tracing colonial roots of four groups of immigrants, Irish, English Puritans, English Cavaliers, and Quakers.
- Griffin, Patrick. The People with No Name: Ireland's Ulster Scots, America's Scots Irish, and the Creation of a British Atlantic World, 1689-1764. (2001)
- Leyburn, James G. Scotch-Irish: A Social History (1989), scholarly survey; good starting point.
- McWhiney, Grady.  Cracker Culture: Celtic Ways in the Old South (1989), scholarly interpretation
- Webb, James. Born Fighting: How the Scots-Irish Shaped America(2004) by a popular novelist, not considered reliable by scholars.